# Phare de Kevich

Le phare de Kevich (en anglais : Kevich Light), est un phare du lac Michigan situé à Grafton à 6 km au sud de Port Washington dans le Comté d'Ozaukee, Wisconsin.

## Historique
Ce phare privé a été construit par la famille Kevich qui a un intérêt général pour les phares. Il est répertorié sur les cartes de navigation USCG en tant que lumière privée. Le phare se trouve sur une falaise à 37 m au-dessus du niveau du lac, ce qui en fait la deuxième lumière la plus haute du lac Michigan.  
En 1990, il a été officiellement enregistré comme feu de secours privé de classe II de la Garde côtière des États-Unis. 

## Description
Le phare  est une tour circulaire de 18 m de haut, avec galerie et lanterne, attachée à une maison. Le phare est peint en blanc et la lanterne est noire.
son feu isophase émet, à une hauteur focale de 50 m, une lumière blanche de 4 secondes par période de 8 secondes. Sa portée est de 20 milles nautiques (environ 37 km). 
Identifiant : ARLHS : USA-1066  ; USCG :  7-20765 .

### Lien connexe
- Liste des phares du Wisconsin